# Lista de membros associados da Academia Brasileira de Ciências empossados em 1991
Esta lista contém os nomes dos membros associados da Academia Brasileira de Ciências empossados em 1991. 
A categoria de associados foi extinta na reforma estatutária ocorrida em 1999. Ambas as categorias titular e associado são de caráter vitalício. 
| Imagem | Nome                 | Datas de nascimento e falecimento | Local de nascimento | Área de especialização | Alma mater | Data de posse       | Conhecido por                         | Referências |
| ------ | -------------------- | --------------------------------- | ------------------- | ---------------------- | ---------- | ------------------- | ------------------------------------- | ----------- |
|        | Aécio Pereira Chagas | 09 de junho de 1940               |                     | Ciências Químicas      | USP        | 26 de março de 1991 | Foi orientado por Ernesto Giesbrecht. | [ 3 ]       |